# Energiahordozó
Az energiahordozó olyan anyag vagy jelenség, amivel mechanikai munka valamint hő állítható elő illetve általa vegyi vagy fizikai eljárások működtethetők és/vagy fűthetők (definíció az ISO 13600 szerint). Környezetvédelmi szempontból kiemelkedőek azok, amelyek megújulásra képesek vagy használatuk nem akadályozza a további keletkezésüket.
Az anyagból kinyert energia átalakítása illetve felhasználása nincs térhez kötve és bármikor alkalmazható akár a közlekedésben, iparban vagy egyéb energiafelhasználással járó tevékenységeinknél. Energiatárolók egyaránt lehetnek mesterségesen előállítottak vagy természetből nyerhetőek, az ilyen közvetítők lehetnek például rugók, elektromos akkumulátorok, kondenzátorok, sűrített levegő, gátak mögött tárolt víz, hidrogén, kőolaj, szén, fa, a földgáz stb.

## Meghatározása
Energiahordozó gyakorlatilag minden olyan anyag vagy rendszer lehet, melynek átalakításával később kinyerhető energiához jutunk és ezt például egy készülék vagy a jármű segítségével saját, vagy a környezetünk hasznára fordíthatjuk.
Napjainkban a környezet tudatos életre való igény mind inkább előtérbe helyezi például a hidrogén energiahordozót, és a többi úgyszintén nem elhanyagolható fontosságú megújuló energiaforrásokat. Villamos energia raktározására a hidrogén a megfelelő technikai háttér biztosítását követően kiválóan alkalmas lehet. Mivel a felhasználása túl költséges, ezért a hidrogénautó és a háztartási generátor inkább csak demonstrációszerűen van jelen, főleg a nyugati társadalmakban. Európa és a fejlett ipari országok jelenleg több energiát fogyasztanak, mint amit megtermelnek. Egyes vélemények szerint a jövőben a hatékonyság jelentős javulása mellett, az energiafogyasztás másfélszeresére nő, melyet leginkább a fosszilis energiaforrások (ezen belül a szénfelhasználás) növekedése fedezi. A Föld készlete a hagyományos energiahordozók (mint a szén, a szénhidrogének vagy az atomenergia) terén véges. Különösen a szénhidrogének mennyisége aggasztó. A jelenlegi technológiával meghajtott gépkocsik üzemeltetéséhez nélkülözhetetlen kőolajból legfeljebb száz évre, de pesszimistább számítások szerint csak három évtizedre elegendő tartalék áll az emberiség rendelkezésére. Az energiahordozókból termelt energia előállítása gyakran szennyezi vagy nagy mértékben veszélyezteti környezetünk állapotát. Ezek a tényezők külön-külön is indokolják az alternatív energiaforrások elterjedését.

## Az energiahordozók besorolása
I Primer energiahordozók (természetből kinyert energiahordozók)
- Meg nem újítható fosszilis energiahordozók Pl. szén, kőolaj, földgáz,
- Primer, de nem fosszilis Pl. urán
- Megújuló energiahordozók Pl. szél, víz, hullám erőmű, biomassza, geotermális erőmű

II Szekunder energiahordozók (az elsődleges energiahordozók átalakításából nyerjük)
- Pl. elektromos áram,
- kőolaj lepárlás termékei közül: gázolaj (dízelolaj), benzin, petróleum, pakura
- szénlepárlás termékei: koksz, széngáz
- sűrített levegő
- hidrogén
- biogáz

## Az energiagazdaság okozta környezeti problémák
A fogyó fosszilis energiahordozók növekvő kitermelése globális energiaválságot eredményez. Környezetszennyezést súlyosbítja például az energiahordozók fokozódó elégetése, hatásai pl. az üvegházhatás, savas esők ennek következtében termőterületek elvesztése, védett fajok kipusztulása ehhez hozzá járulnak a lokális károkozások mint külszíni bányászat, tájrombolás (pl. meddőhányók) vezetékek telepítése, talajszennyezés. A vizek szennyezésénél tengeri kitermelés, tankerhajók balesetei, hulladék-elhelyezés problémái okoznak gondot.
Az ártalmak mérséklésre lehetőség az energiatakarékosság melyet elérhetünk korszerűbb kisebb energiaigényű technológia alkalmazásával. Az elhagyott bányaterületek rekultiválása, újrahasznosítása.

## Fordítás
- Ez a szócikk részben vagy egészben  az   Energy_carrier című angol Wikipédia-szócikk fordításán alapul.  Az eredeti cikk szerkesztőit annak laptörténete sorolja fel. Ez a jelzés csupán a megfogalmazás eredetét és a szerzői jogokat jelzi, nem szolgál a cikkben szereplő információk forrásmegjelöléseként.